# Elli et Jacno
Elli et Jacno sono stati un gruppo musicale francese degli anni ottanta conosciuti tra gli altri per la musica del film Les Nuits de la Pleine Lune, pubblicato nel 1984.

## Formazione
- Elli Medeiros
- Jacno

## Discografia

### Studio
- Tout va sauter (1980)
- Boomerang (1984)
- Les Nuits de la Pleine Lune (1984)